# Rabbit Hole (песня)
«Rabbit Hole» (с англ. — «кроличья нора») — песня, созданная японским музыкальным продюсером Deco*27 при участии виртуальной певицы — вокалоида Мику Хацунэ в жанре J-pop и дэнс-рок.
Данная песня была загружена на YouTube и на Niconico 19 мая 2023 года, но завирусилась только в феврале 2024 года благодаря фанатской анимации (первоначально загруженной на Твиттер) — «Pure Pure», затем сама анимация (а позднее и сама песня) завирусилась в TikTok, а дальше песня уже стала популярной и на YouTube и на всех сайтах, возрождая популярность песни за пределами Японии. На данный момент песня имеет более 70 млн просмотров (на YouTube).
Данная песня была предоставлена публике в рамках проекта «Remix Project» компанией Dwango Co.

## Музыка и тексты песни
Сама песня была выполнена в стиле кавайный поп, с резкими фразами на сингловой гитаре, с легким ритмом 4/4, на гитаре.
В песне описывается девушка (Хацунэ Мику) в откровенном костюме кролика, которая следует своим инстинктам и начинает считать саму себя крольчихой.